# Paulo Turra
Paulo César Turra (Tuparendi, Río Grande del Sur, Brasil; 14 de noviembre de 1973), conocido como Paulo Turra, es un exfutbolista y entrenador brasileño. Actualmente dirige al Vila Nova.  

## Trayectoria

### Como futbolista
Comenzó a jugar al fútbol con el Caxias haciendo su debut en el primer equipo en 1991. En 1997 se mudó cedido al Botafogo de la Série A brasileña, pero solo participó en contadas ocasiones.
De regreso a Caxias ayudó a su equipo a ganar su primer Campeonato Gaúcho en 2000 bajo la dirección de Tite. El 5 de julio de ese año se incorporó al Palmeiras también en la Serie A brasileña.
En julio de 2001 después de ganar la Copa dos Campeões y la Copa Mercosur 2000, se mudó al extranjero y fichó por el Boavista de Portugal donde fue subcampeón de la Primeira Liga una vez; también jugó para el Boavista en una semifinal de la Copa de la UEFA de 2002-03 contra el Celtic.
El 24 de agosto de 2004 firmó un contrato de un año con el Vitória Sport Clube también en la máxima categoría portuguesa. En enero de 2006, después de caer en el orden jerárquico, fue a una prueba en el Hibernian de Escocia pero no resultó en nada.
En 2006 luego de que expirara su contrato con Vitória regresó a Brasil y se unió a Novo Hamburgo. Antes de la temporada 2007 se mudó al Sertãozinho pero dejó el equipo por Avaí en marzo de ese año.
Se retiró en diciembre de 2007 a los 34 años.

### Como entrenador
Después de retirarse regresó a Novo Hamburgo en 2008 como entrenador asistente. El 27 de febrero de 2009 tras la marcha del entrenador Gilmar Iser al Juventude fue nombrado entrenador del club.
Turra fue despedido el 26 de octubre de 2009, después de una derrota por 4-1 ante Brasil de Pelotas. En enero siguiente reemplazó a Celso Freitas al frente del Esportivo, pero fue despedido el 8 de marzo, dejando al club en una racha de ocho partidos perdidos.
El 15 de noviembre de 2010 fue nombrado entrenador de Brusque para la próxima temporada, pero fue relevado de sus funciones el 14 de febrero del año siguiente. Luego trabajó en Brasil de Farroupilha antes de ser nombrado responsable de Cianorte el 23 de noviembre de 2011.
Turra fue despedido de Cianorte el 18 de febrero de 2013, tras un mal comienzo de temporada. Luego se hizo cargo del Operário Ferroviário del estado de Paraná a fines de mes, antes de ser trasladado a Marcílio Dias con su cuerpo técnico en mayo, ya que el club jugaba en la Série D.
Después de una mudanza fallida a Daegu FC en febrero de 2014, regresó a Avaí el 14 de ese mes, reemplazando a Emerson Nunes, pero fue despedido el 7 de marzo, después de sólo tres partidos dirigidos.
El 15 de octubre de 2014 fue nombrado entrenador de Caxias. Fue despedido el 12 de marzo del año siguiente, y regresó a Cianorte el 19 de noviembre de 2015.
Turra dejó Cianorte el 2 de diciembre de 2016 para unirse a Luiz Felipe Scolari en el Guangzhou Evergrande de China como su asistente. Siguió a Scolari bajo la misma capacidad en los años siguientes, en Palmeiras, Cruzeiro, Grêmio y Athletico Paranaense.
El 13 de noviembre de 2022, después de que Scolari anunciara su retiro como entrenador y pasara a ocupar un puesto de director se convirtió en el entrenador principal del Athletico Paranaense. Ganó el Campeonato Paranaense 2023 de manera invicta por segunda vez en su historia desde 1936, pero fue despedido el 16 de junio de 2023.
El 23 de junio de 2023, Turra fue nombrado entrenador del Santos, en sustitución de Odair Hellmann. El 6 de agosto, tras sólo una victoria en siete partidos, fue despedido.
El 21 de agosto de 2023, Turra regresó al Vitória de Guimarães, siendo nombrado entrenador del equipo con un contrato de dos años. El 3 de octubre fue destituido de su cargo luego de sumar solametne dos victorias en seis partidos.
En agosto de 2025, asumió al frente del Vila Nova.

## Clubes
| Futbolista                            |                                  |           |
| País                                  | Club                             | Año       |
| Bandera de Brasil                     | Caxias                           | 1991-2000 |
| Bandera de Brasil                     | → Botafogo (prestado)            | 1997      |
| Bandera de Brasil                     | Palmeiras                        | 2000-2001 |
| Bandera de Portugal                   | Boavista                         | 2001-2004 |
| Bandera de Portugal                   | Vitória de Guimarães             | 2004-2006 |
| Bandera de Escocia                    | Hibernian                        | 2006      |
| Bandera de Brasil                     | Sertãozinho                      | 2007      |
| Bandera de Brasil                     | Avaí                             | 2007      |
| Entrenador                            |                                  |           |
| País                                  | Club                             | Año       |
| Bandera de Brasil                     | Novo Hamburgo                    | 2009      |
| Bandera de Brasil                     | Esportivo                        | 2010      |
| Bandera de Brasil                     | Glória                           | 2010      |
| Bandera de Brasil                     | Brusque                          | 2010-2011 |
| Bandera de Brasil                     | Brasil de Farroupilha            | 2011      |
| Bandera de Brasil                     | Cianorte                         | 2012-2013 |
| Bandera de Brasil                     | Operário de Ponta Grossa         | 2013      |
| Bandera de Brasil                     | Marcílio Dias                    | 2013      |
| Bandera de Brasil                     | Avaí                             | 2014      |
| Bandera de Brasil                     | Caxias                           | 2015      |
| Bandera de Brasil                     | Cianorte                         | 2016      |
| Bandera de la República Popular China | Guangzhou Evergrande (asistente) | 2016-2017 |
| Bandera de Brasil                     | Palmeiras (asistente)            | 2018–2019 |
| Bandera de Brasil                     | Cruzeiro (asistente)             | 2020–2021 |
| Bandera de Brasil                     | Grêmio (asistente)               | 2021      |
| Bandera de Brasil                     | Athletico Paranaense (asistente) | 2022      |
| Bandera de Brasil                     | Athletico Paranaense             | 2023      |
| Bandera de Brasil                     | Santos                           | 2023      |
| Bandera de Portugal                   | Vitória de Guimarães             | 2023      |
| Bandera de Brasil                     | Vila Nova                        | 2025-     |

## Palmarés

### Como futbolista
| Título             | Club      | País   | Año  |
| ------------------ | --------- | ------ | ---- |
| Campeonato Gaúcho  | Caxias    | Brasil | 2000 |
| Copa dos Campeones | Palmeiras | Brasil | 2000 |

### Como entrenador
| Título                            | Club                 | País   | Año  |
| --------------------------------- | -------------------- | ------ | ---- |
| Campeonato Paranaense Série Prata | Cianorte             | Brasil | 2016 |
| Campeonato Paranaense             | Athletico Paranaense | Brasil | 2023 |